# 4e régiment de grenadiers à pied de la Garde impériale
Le 4e régiment de grenadiers à pied de la Garde impériale est un régiment d'élite des guerres napoléoniennes. Il fait partie de la Garde impériale.

## Historique des Grenadiers à pied
Les grenadiers à pied, unité d’élite de l’infanterie créée en 1799 sous le nom de Garde des Consuls, furent renommés Grenadiers à pied de la Garde impériale en 1804, lors de la proclamation de l’Empire. Dissoute après la première abdication de Napoléon en 1814, cette unité prit le nom de Corps royal des grenadiers de France sous Louis XVIII. Dissoute une seconde fois en avril 1815, elle retrouva son statut de Grenadiers à pied de la Garde impériale pendant les Cent-Jours.

## Création du 4ᵉ régiment en 1815
Le 9 mai 1815 sous l’impulsion de Napoléon rentré de l’île d’Elbe, un nouveau corps d’élite voit le jour : le 4ᵉ régiment de grenadiers à pied de la Garde impériale. Le général Louis Harlet en prend le commandement le 19 mai 1815.
Bien que récemment formé, le 4ᵉ régiment est intégré à la Vieille Garde en 1815, aux côtés des 1ᵉʳ, 2ᵉ et 3ᵉ régiments de grenadiers à pied.
Toutefois, dans l'usage courant, les 3ᵉ et 4ᵉ régiments de grenadiers et chasseurs étaient couramment désignés comme Moyenne Garde. Cette appellation, non officielle mais largement utilisée, trouve son origine dans une classification en vigueur dans l’armée entre 1806 et 1814.

### Un recrutement difficile
Formé tardivement pendant les Cent-Jours, le 4ᵉ régiment de grenadiers à pied, devait pourtant satisfaire aux exigences élevées de la Vieille Garde. Il rencontra toutefois des difficultés dans son organisation, avec des retards dans la fourniture des équipements et un manque d’effectifs, conséquence des problèmes de recrutement dans une France affaiblie par des décennies de guerre.

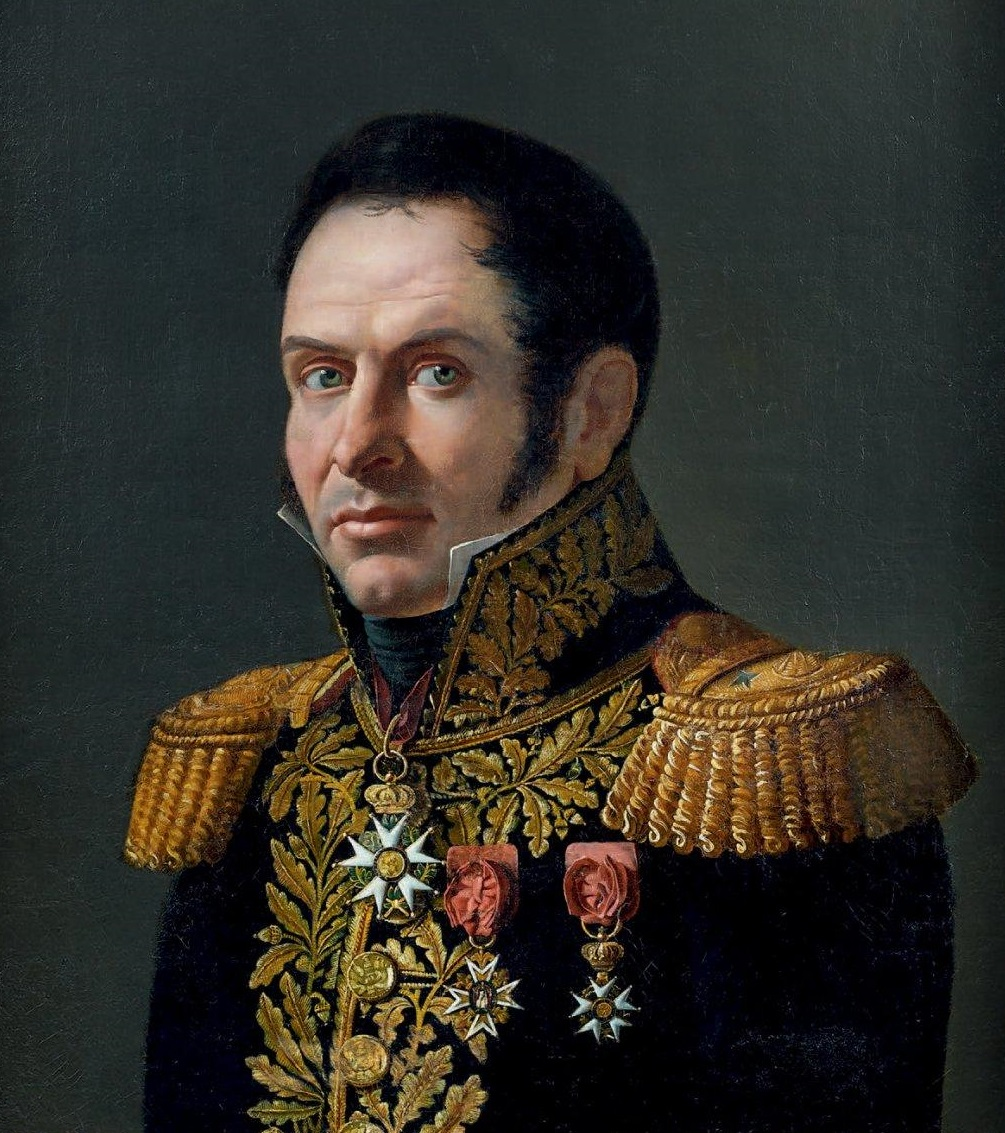
Le général Louis Harlet commandant le 4e régiment de grenadiers de la Garde impériale pendant la campagne de Belgique.

Le 4ᵉ régiment de grenadiers à pied ne put atteindre l’effectif fixé par l’article 2 du décret d’organisation de la Garde impériale du 8 avril 1815, qui prévoyait deux bataillons pour un total de 1 200 hommes. Il ne forma finalement qu’un seul bataillon,, en grande partie composé de vétérans de l’infanterie.
Extrait du décret de réorganisation de la Garde impériale : 

« Art. 2. Chaque régiment d'infanterie sera de deux bataillons ; chaque bataillon, de quatre compagnies, fortes de cent cinquante hommes, officiers et sous-officiers compris. »

### Une sélection exigeante

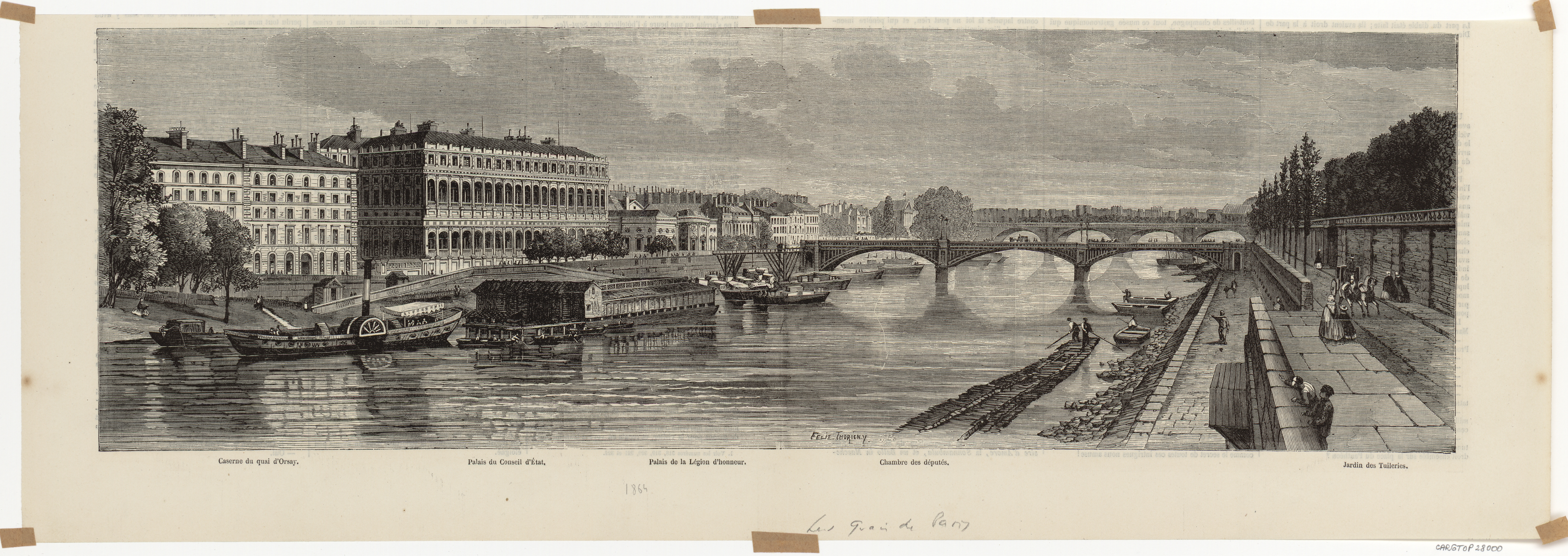
Caserne du quai d'Orsay

Pour le former, chaque régiment d'infanterie de ligne fut tenu de fournir trente soldats, sélectionnés pour leur conduite exemplaire, leur grande taille, leur robustesse et justifiant d’au moins quatre années de service dans l’infanterie.

Une fois désignés, les soldats étaient envoyés en direction de Paris pour rejoindre la caserne du quai d’Orsay, qui recevait en continu des détachements destinés à rejoindre les différentes unités de la Vieille ou Moyenne Garde.

### Une question de taille
En 1815, la taille minimale requise pour intégrer le régiment de grenadiers de la Garde était de 5 pieds 5 pouces (environ 176 cm), ce qui était supérieur à la taille moyenne des conscrits de l'époque, relevée à environ 167 cm au cours des précédentes années de conscription.
| Type d'unité                                           | Mesures de l'ancien régime | Équivalence en cm |
| Grenadiers à pied et à cheval, l’artillerie et sapeurs | 5 pieds 5 pouces           | 175,95 cm         |
| Dragons                                                | 5 pieds 4 pouces           | 173,24 cm         |
| Chasseurs à pieds et à cheval                          | 5 pieds 3 pouces           | 170,53 cm         |
| Lanciers, train d’artillerie                           | 5 pieds 2 pouces           | 167,82 cm         |

### La répartition
Dès leur arrivée, les soldats étaient triés par stature. Ceux mesurant moins de 5 pieds 3 pouces (environ 170 cm) étaient orientés vers l’École militaire, où se trouvait par ailleurs, le dépôt principal des chasseurs à pied. Les autres recevaient leur affectation immédiate dans l’un des régiments.
Les sous-officiers ayant renoncé à leurs grades pour servir dans la Vieille Garde étaient incorporés au 1ᵉʳ régiment de grenadiers à pied, tout comme ceux du 1ᵉʳ régiment de chasseurs à pied. Les autres soldats, affectés aux grenadiers, étaient envoyés à la  caserne de Courbevoie et répartis entre les 2ᵉ, 3ᵉ et 4ᵉ régiments de grenadiers en cours de formation.

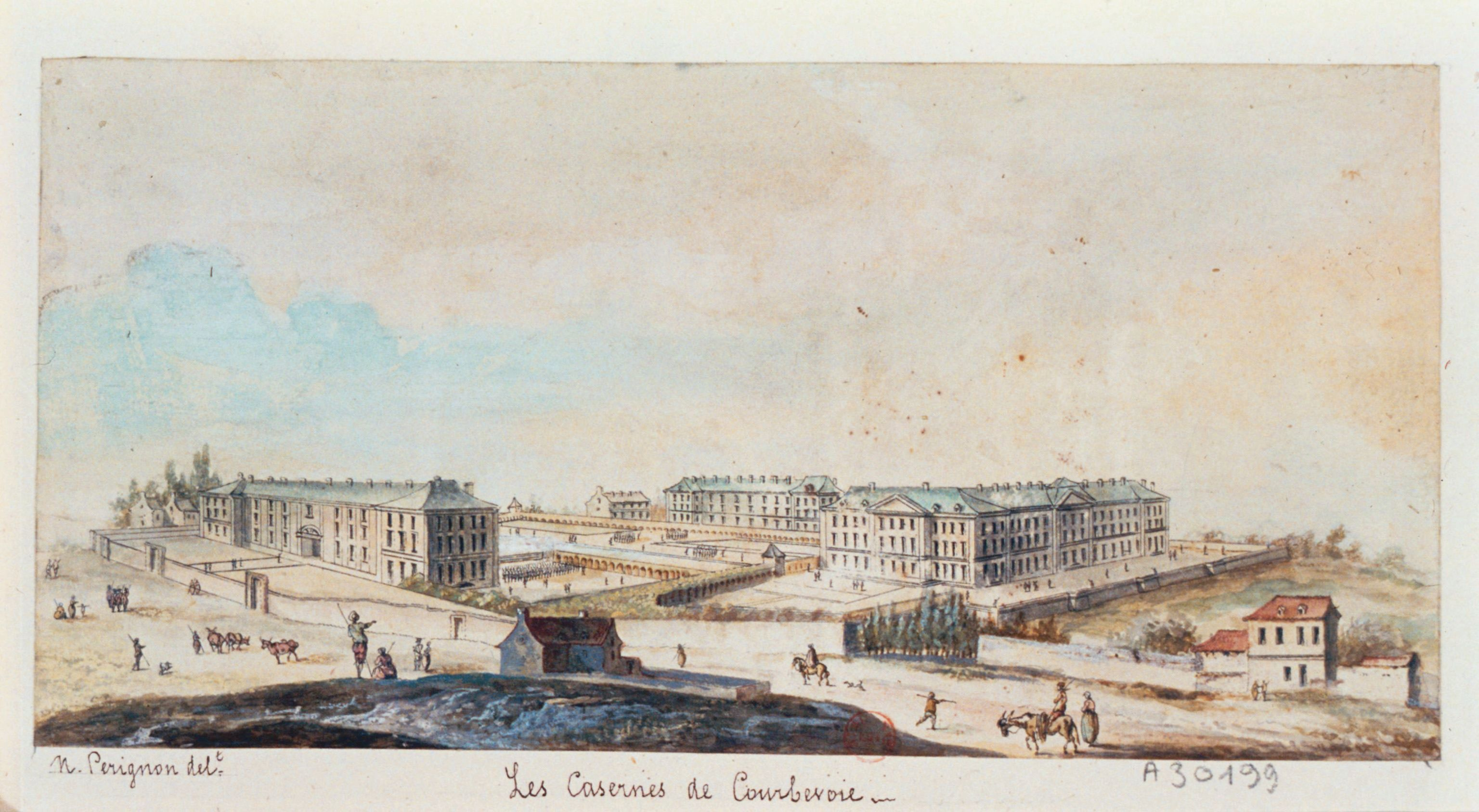
« Les casernes de Courbevoie », dessin de Nicolas Pérignon

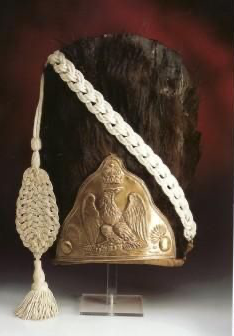
Bonnet à poils de la Garde impériale

### Le problème d’équipement
Le 4ᵉ régiment de grenadiers, fraîchement constitué, ne disposait pas encore de l’équipement complet standard de la Garde, alors toujours en cours de fabrication. Ses hommes arboraient donc des tenues hétérogènes, rappelant parfois la Garde nationale: certains conservaient leur shako de la ligne, tandis que d’autres portaient des bonnets à poil ou des chapeaux,, et utilisaient des gibernes issues de l’infanterie de ligne.

### Une tradition des grenadiers
À leur arrivée dans l’unité, une tradition marquait souvent leur intégration : la boucle d’oreille. Cette particularité emblématique des grenadiers de la Garde, représentait la première dépense de la nouvelle recrue. Un camarade leur perçait les oreilles, insérant un fil de plomb provisoire jusqu’à ce qu’ils puissent s’offrir un anneau en or, parfois aussi large qu’une pièce de cinq francs (37 mm).
Ce même camarade réalisait également, sur le grenadier, des tatouages ornés de motifs inspirés de l’amour et de la grenade, symbole de leur appartenance.

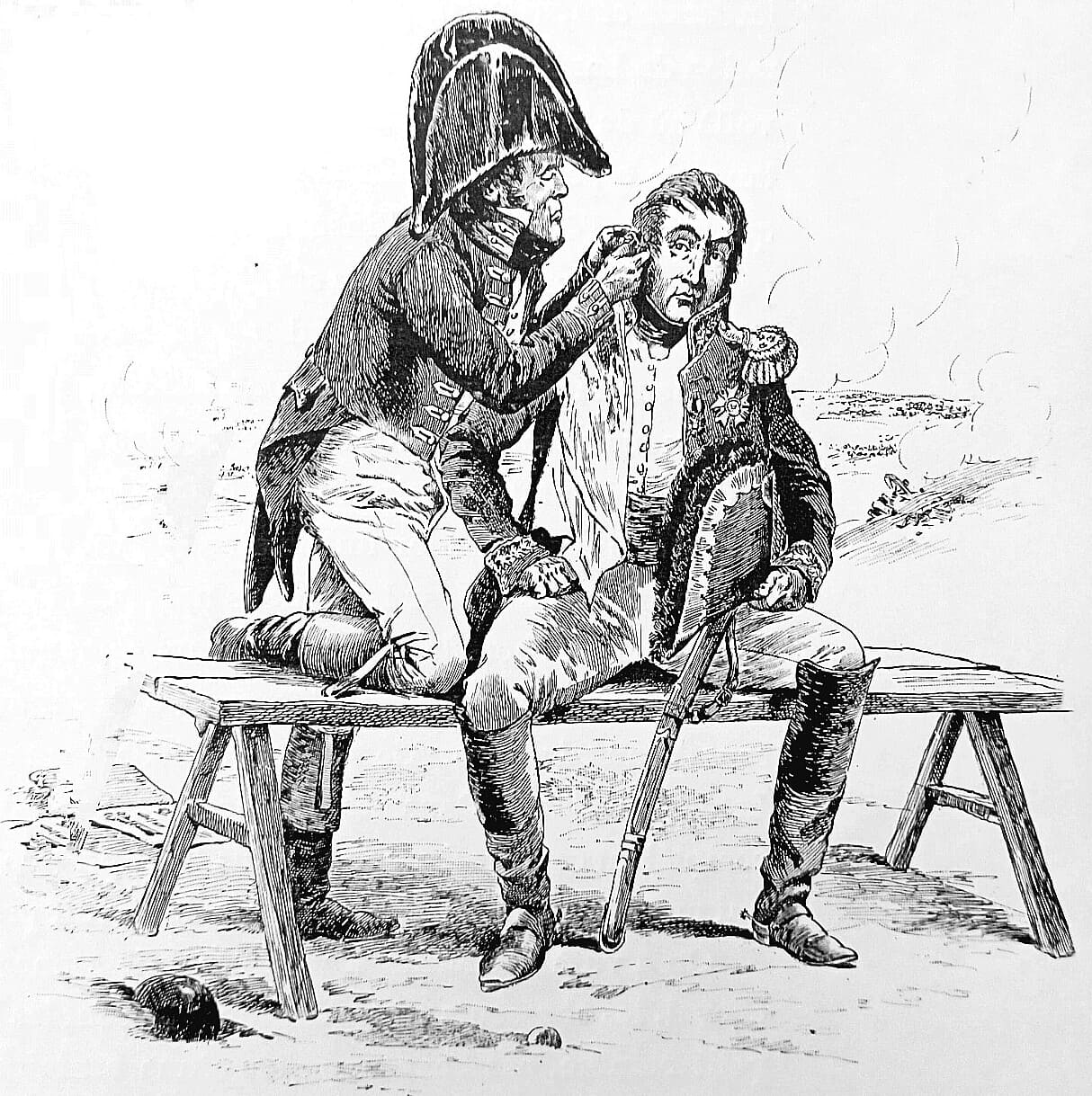
Le perceur d'oreille. Illustration de Job.

## Campagne de 1815
En juin 1815, intégré à l'Armée du Nord, le régiment prend part à la campagne de Belgique, où il est engagé dans la bataille de Ligny ainsi qu'à la bataille de Waterloo.

## Bataille de Ligny (16 juin 1815)

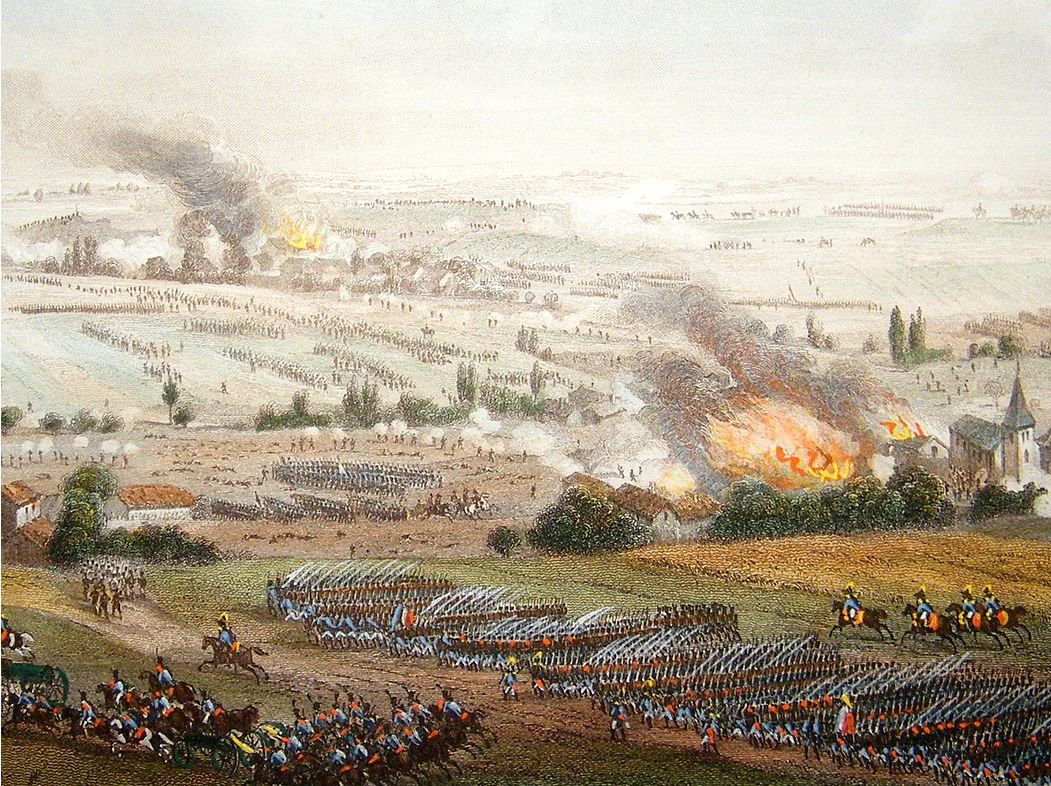
La bataille de Ligny, Théodore Jung.

Le 16 juin 1815, le 4ᵉ régiment de grenadiers prend part à la bataille de Ligny.
Aux environs de 18 h 30, Napoléon ordonne l’envoi des trois bataillons des 2ᵉ, 3ᵉ et 4ᵉ régiments de grenadiers à pied en soutien du IVe Corps à Ligny, dont la 12e division d’infanterie avait reçu la mission de mener l’attaque sur le village en début d’après-midi.

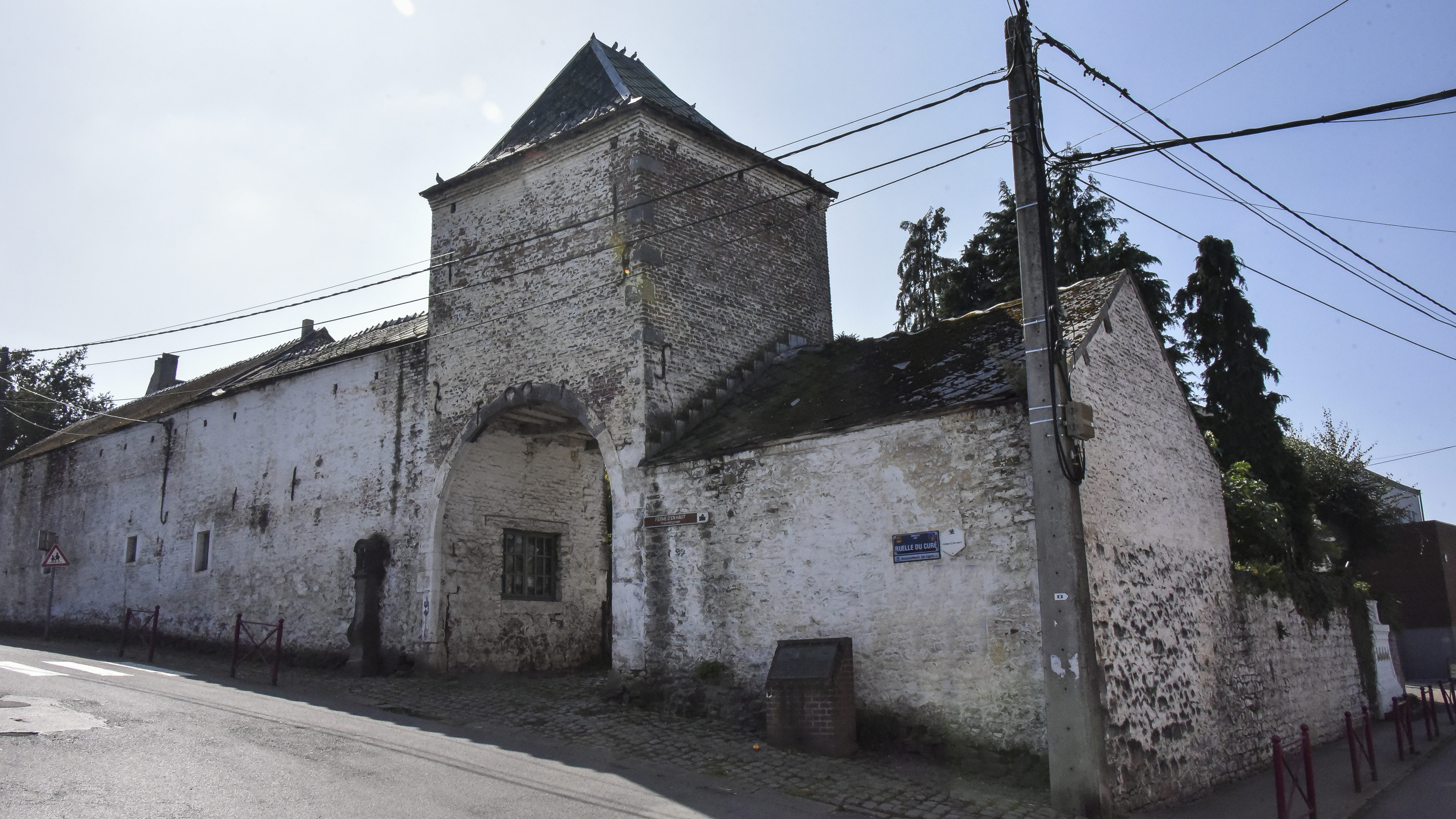
« Ferme d'en Haut » prise par la Garde impériale avec des unités du IV Corps d'armée, Ligny 16 juin 1815

| Officiers      | 25  |
| Hommes du rang | 503 |
| Total          | 528 |

### La Garde donne l'assaut
Vers 20 h, l’Empereur engage la Garde impériale pour enfoncer le centre ennemi. La première colonne, composée des 2e, 3e et 4e Grenadiers, progresse à l’ouest, tandis que la deuxième, regroupant le 1er Grenadiers et le 1er Chasseurs  – accompagnés des sapeurs et marins de la Garde, progresse à l’est.

Prise sous le feu de l’artillerie, la Garde continue sa progression au pas de charge en direction de Ligny. Parvenue aux abords ouest du village, le 4e Grenadiers, aux côtés du 3e, est lancé dans l’assaut, soutenu par la cavalerie lourde du comte Guyot et les cuirassiers du baron Delort.

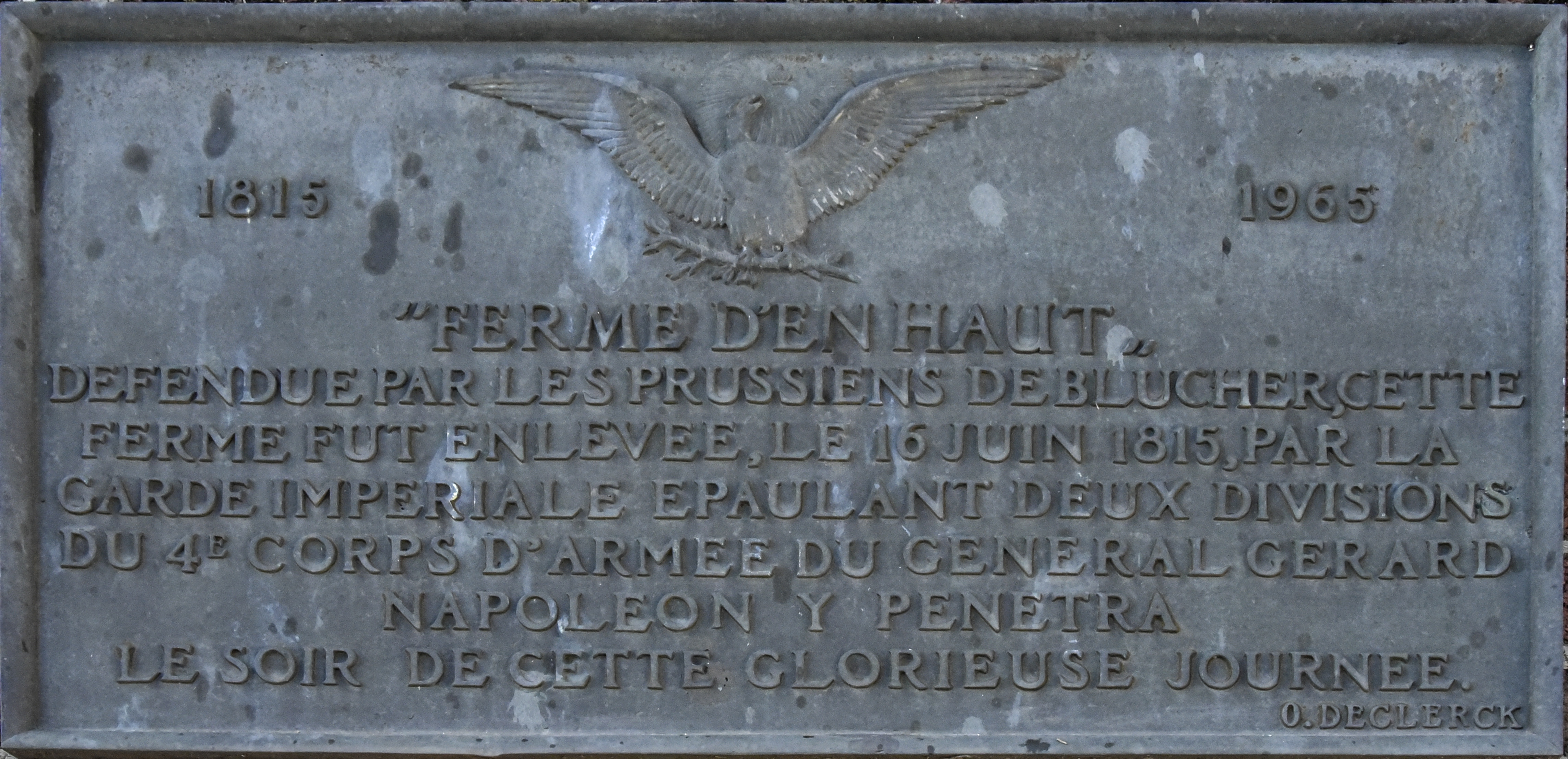
Plaque commémorative en hommage aux combattants des forces napoléoniennes et prussiennes.

Dans le même temps, les 12e et 13e divisions d'infanterie du IVe Corps, commandées par les généraux Pêcheux et Vichery, franchissent le ruisseau de la Ligne et s’emparent de la rive gauche. Les Prussiens, désorganisés, tentent de se reformer sur les pentes au-dessus du ravin, mais les troupes françaises poursuivent leur avancée.
Depuis le centre, la première colonne de la Garde progresse malgré un feu nourri des défenseurs retranchés dans les bâtiments. Rejoints par des éléments du IVe Corps, les grenadiers de la Garde, repoussent les Prussiens à la baïonnette, atteignant les abords nord de Ligny, tandis qu’à droite, contournant le village par le nord, débouchent le 1er Grenadiers, le 1er Chasseurs et les cuirassiers de Milhaud.
L’infanterie française se positionne alors en vue de l’assaut sur les hauteurs et, face à la menace de la cavalerie prussienne, se met en formation de carrés défensifs.

Ligny : l'attaque de la Garde
Situation vers 19 h 45
Situation vers 20 h 00
Situation après 20 h 30

#### La charge fatale contre le 4e Grenadiers

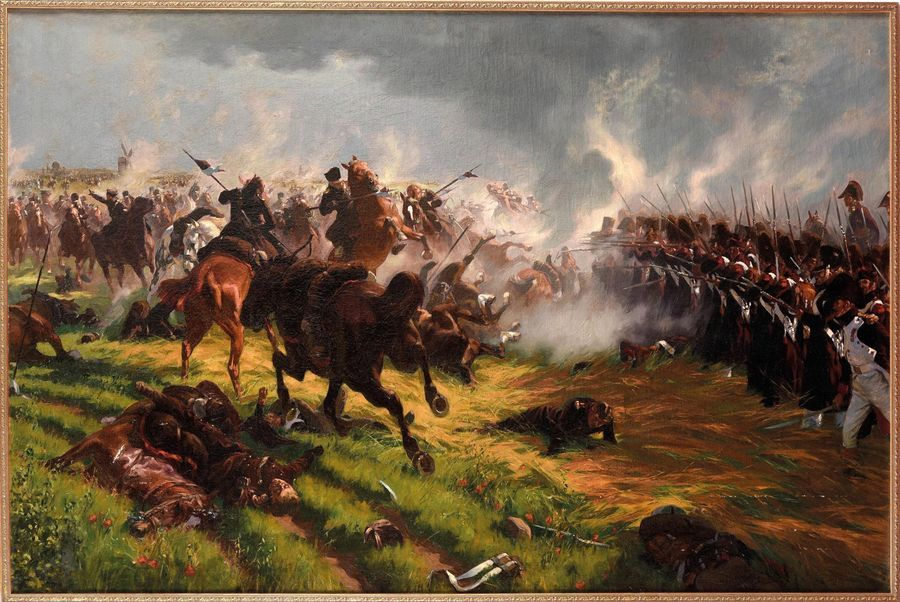
« Bataille de Ligny : Le carré du 4e régiment des grenadiers à pied de la Garde face aux uhlans de von Lützow », Victor Huen

Le 6e régiment d'uhlans, commandé par le colonel von Lützow, lance alors une charge contre le carré du 4ᵉ Grenadiers à pied, les confondant à tort avec une milice de la Garde nationale. La cavalerie se brise sur la défense des vétérans et l’attaque se solde par la perte de 13 officiers et 70 lanciers dans les rangs Prussiens. Renversé de cheval, Lützow est fait prisonnier.

« Un régiment de lanciers se dirige vers le carré de notre 4e régiment de grenadiers [...]. Un officier prussien se détache, en parlementaire ; il veut le haranguer et l’engage à ne pas s’exposer à une défense inutile, contre des troupes régulières et aguerries, enfin à mettre bas les armes. Mais ils furent bientôt désabusés, [...] Il était beau de voir les officiers de ces régiments se porter, spontanément, en avant des faces de leurs carrés respectifs, pour recommander aux grenadiers qui tenaient leurs armes hautes, de laisser approcher !... Ces figures martiales, au regard fier et calme, voyaient, avec joie, diminuer la distance qui les séparait de l’ennemi. Mais l’assurance de celui-ci diminuait avec l’espace, car à cinquante pas des carrés, il exécuta un demi-tour, et une grêle de balles en précipita la fuite. »

— Hippolyte de Mauduit , Histoire des derniers jours de la Grande armée. Tome 2, Livre septième, chapitre XXII.

#### Le repli prussien

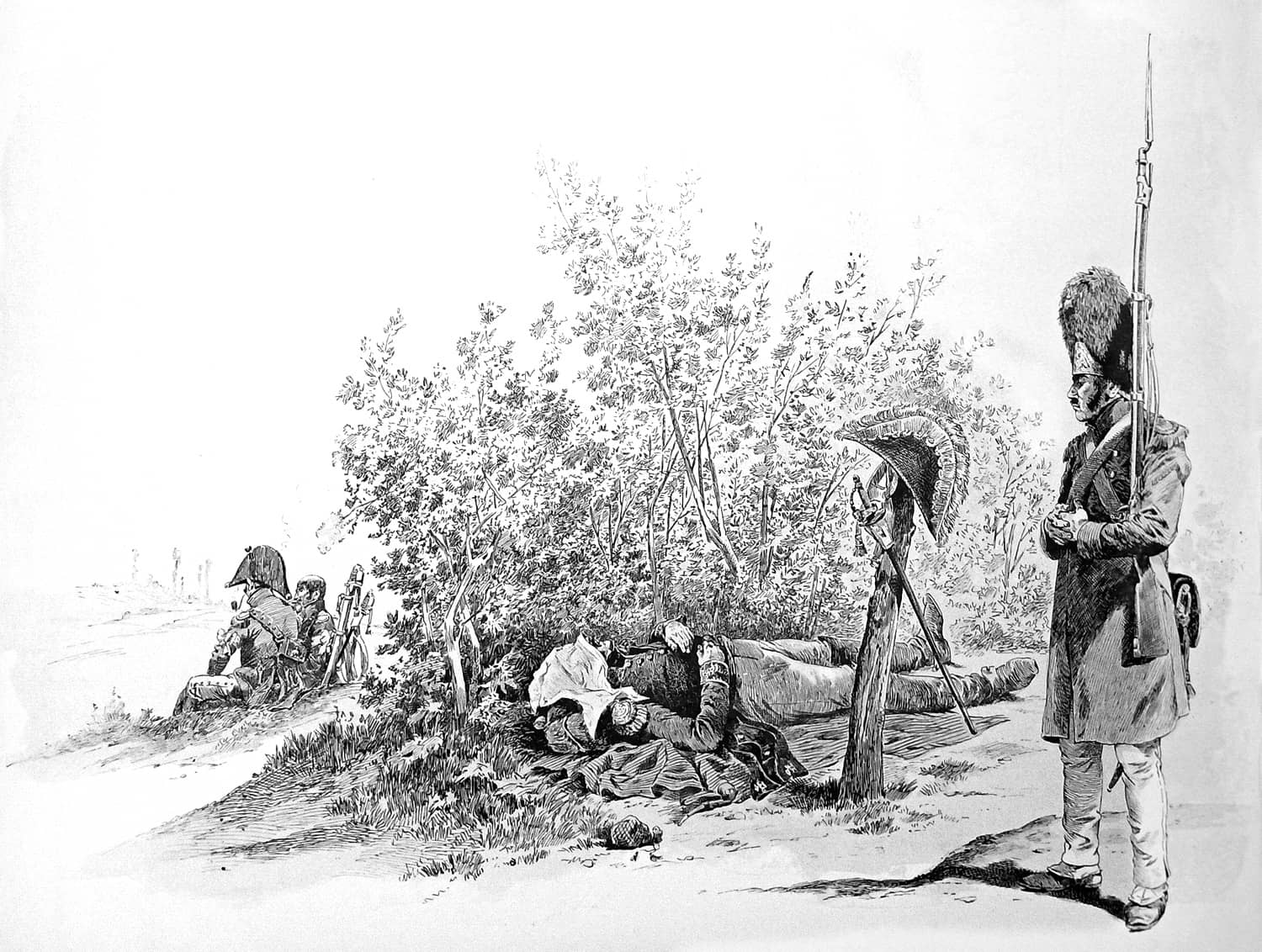
Grenadier à pied en faction près d'un officier au repos. Illustration de Job.

Le centre prussien s’effondra, et à l’exception de quelques bataillons qui se replièrent en bon ordre, le reste de l’infanterie se dispersa dans la confusion, tandis que l’aile droite abandonnait le champ de bataille pour battre en retraite.. Sous la pression de la cavalerie française, Boignée, Tongrinne et Tongrenelle furent abandonnés.
La cavalerie prussienne tenta deux charges contre les carrés français, mais elles échouèrent, forçant l'armée prussienne à reculer et à se replier profitant de l’obscurité pour couvrir leur mouvement. Plus de 15 000 Prussiens et 9 000 Français, blessés ou morts, couvraient les plaines et les villages.
Cette nuit là, toute l’armée française bivouaqua sur la rive gauche du ruisseau de la Ligne. Les avant-postes français, près de Brye et Sombreffe, étaient si proches de ceux des prussiens qu’ils se trouvaient à portée de tir. Cette proximité obligea les bataillons de grenadiers de la Garde, bien qu'en seconde ligne, à se former en carrés et à bivouaquer sans feu.

## Bataille de Waterloo (18 juin 1815)

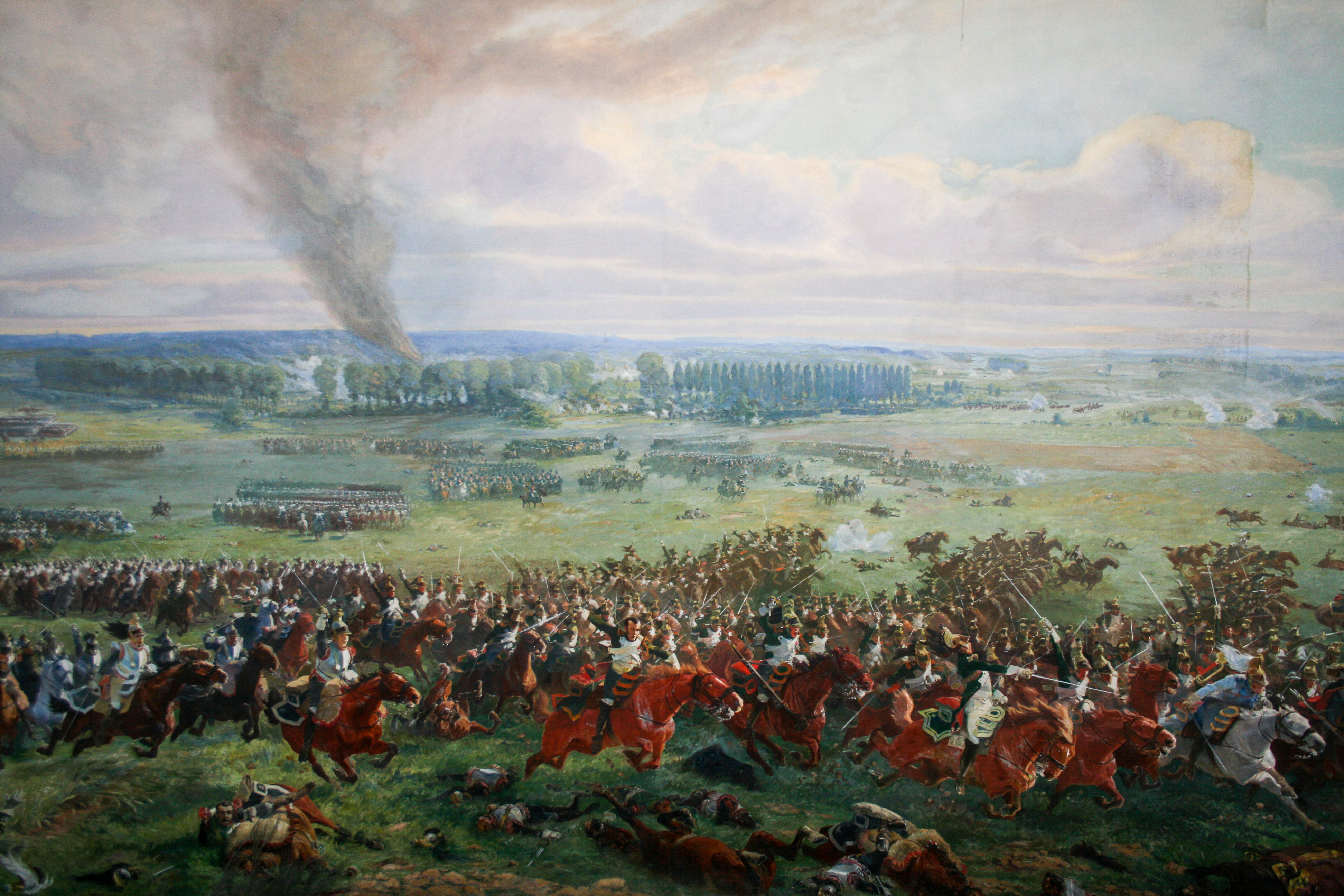
Bataille de Waterloo, panorama de Louis-Jules Dumoulin.

Deux jours plus tard, lors de la bataille de Waterloo, le 4e régiment de grenadiers à pied est intégré à l’offensive décisive de la Garde impériale contre les lignes alliées de Wellington près de Mont-Saint-Jean.
| Officiers      | 27  |
| Hommes du rang | 493 |
| Total          | 520 |

Les cinq bataillons de la Moyenne Garde, regroupant environ 3 000 hommes, furent disposés pour l’offensive selon la répartition suivante, :
| Unités                               | Effectifs | Positionnement | Commandement              |
| ------------------------------------ | --------- | -------------- | ------------------------- |
| 1er bataillon du 3e Grenadiers       | 582       | Droite         | Friant et Poret de Morvan |

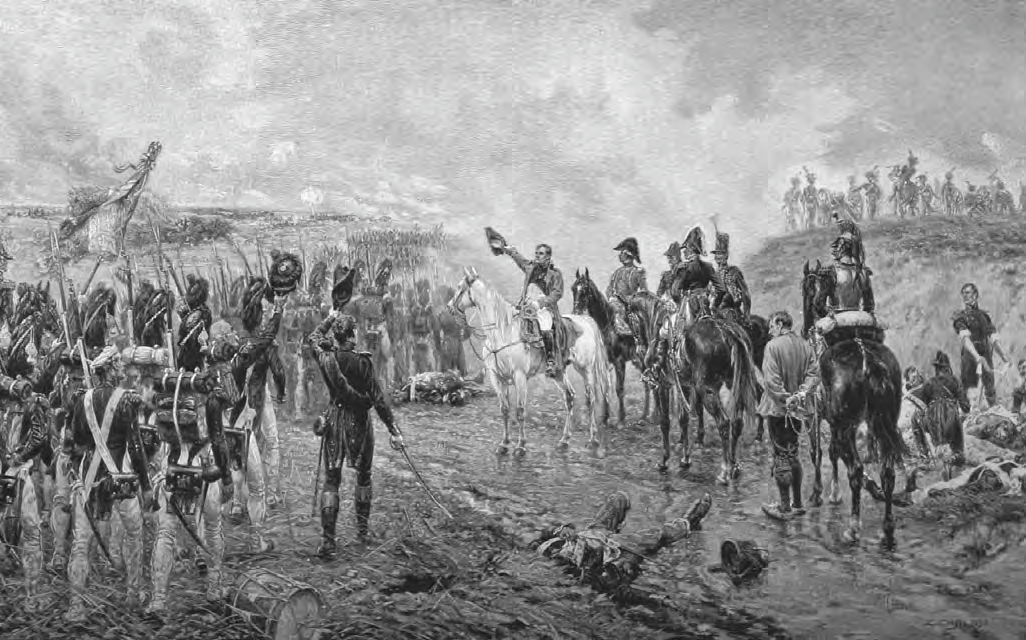
Napoléon s'adresse à la Garde alors qu'elle se prépare à attaquer.

| 1er bataillon du 4e Grenadiers       | 520       | Centre         | Harlet                    |
| 1er et 2e bataillons du 3e Chasseurs | 1 062     | Gauche         | Michel et Malet           |
| bataillon restant du 4e Chasseurs    | 841       | Aile gauche    | Henrion                   |

### La Garde attaque
Peu après 19 h, Napoléon en personne prit la tête des quatre régiments de la Moyenne Garde. Sous les roulements des tambours et accompagnée par la fanfare des grenadiers, la Garde se mit en marche pour atteindre les hauteurs intermédiaires de la Haie Sainte, secteur destiné à lancer l’ultime assaut. L'Empereur confia ensuite le commandement au maréchal Ney, chargé de mener l'attaque et de percer le centre des positions adverses.
Placé au centre de l’offensive, le 4e Grenadiers, formé en carré et soutenu par l’artillerie à cheval de la Garde impériale, avance sous le feu intense de l’artillerie alliée, en échelon à gauche du 3e Grenadiers.

Un officier allié témoigne de ce moment marquant l’avancée de la Garde et le début de l'attaque :

« Il était près de sept heures, et notre ligne avait déjà subi trois attaques, lorsque nous vîmes la Garde impériale gravir notre position, dans un ordre aussi impeccable que lors d’une revue. Tandis qu’ils montaient pas à pas devant nous et franchissaient la crête, leurs épaulettes rouges et leurs baudriers croisés, portés par-dessus leurs capotes bleues, leur donnaient une allure gigantesque, accentuée par leurs hauts bonnets à poil et leurs longues plumes rouges, qui oscillaient au rythme de leurs têtes tandis qu’ils marchaient en cadence, suivant le battement d’un tambour placé au centre de leur colonne.

« Nous y sommes, ça va faire mal», me suis-je dit. Et je l’avoue, en voyant l’avancée impressionnante de ces hommes et en pensant à la réputation qu’ils s’étaient forgée, je ne m’attendais à rien d’autre qu’à recevoir une baïonnette dans le corps. Je soupirai à moitié, espérant seulement qu’elle n’atteindrait pas mes organes vitaux. »

— Edward Macready, sous-lieutenant au 30e régiment d'infanterie

18 juin 1815, Napoléon engage la Moyenne Garde dans la bataille de Waterloo

Franchissant la crête de Mont-Saint-Jean, le 4e Grenadiers affronte la brigade du général Colin Halkett (33e et 69e régiments britanniques),. Au cours de l'assaut, le général Friant est blessé, frappé d'une balle, tout comme le général Harlet, touché à la cuisse, emporté et sauvé par des grenadiers lors de la retraite, tandis que Ney, ayant perdu plusieurs chevaux, doit continuer à pied, épée à la main.
Le 4ᵉ grenadiers parvient temporairement à repousser les lignes britanniques, infligeant de lourdes pertes et blessant grièvement Halkett.
Sur la ligne, la progression de la Garde est ralentie par des confusions et des hésitations dans son déploiement, occasionnant une perte de temps cruciale. Le bataillon du 4e Grenadiers aux côtés du 1er / 3e Chasseurs doit se porter en soutien du 2e / 3e Chasseurs, décimé par les batteries Bolton et Ramsay. Les troupes anglaises riposte et contre-attaque, appuyées par plusieurs escadrons du 52e d'infanterie qui frappent violemment le flanc désorganisé de la Moyenne Garde.

### La Garde recule
Déjà éprouvée par de durs combats et affaiblie par de lourdes pertes, la Moyenne Garde cède face à la supériorité numérique des forces adverses et recule. Chasseurs et grenadiers, désunis, battent alors en retraite, marquant la fin de leur engagement dans la bataille. L'unique bataillon du 4e régiment de grenadiers de la Garde fut presque totalement anéanti.

Waterloo : attaque de la Moyenne Garde
Situation vers 19 h 30
Situation vers 19 h 45
Situation vers 19 h 50

### Bilan
Au soir du 18 juin 1815, la Moyenne Garde a subi des pertes écrasantes. Entre le 23 et le 26 juin, l’armée française dresse des états de revue pour évaluer la situation.
| Moyenne Garde | 18 juin | 26 juin | % pertes |
| ------------- | ------- | ------- | -------- |
| 3e Grenadiers | 1 164   | 201     | 83       |
| 4e Grenadiers | 520     | 100     | 81       |
| 3e Chasseurs  | 1 062   | 165     | 85       |
| 4e Chasseurs  | 841     | 244     | 71       |
| Total         | 4 127   | 710     | 80       |

Engagé dans l’attaque finale, le 4e régiment de grenadiers ne compte, au 26 juin, que 9 officiers et 91 hommes de rang encore aptes au service, soit un total de 100 hommes sur un effectif initial de 520 en début de journée. Près de 81 % du bataillon a été mis hors de combat.
Le 1er juillet 1815, les effectifs restants du 4ᵉ régiment de grenadiers à pied de la Garde impériale sont incorporés au 3e régiment de grenadiers à pied de la Garde impériale.

## Armée de la Loire
Au début du mois de juillet, le régiment, avec l'armée du Nord, se replie pour rejoindre les troupes rassemblées au sud de la Loire sous l’autorité du maréchal Davout, intégrant ainsi l’armée de la Loire. Composée d’environ 100 000 hommes, cette armée regroupe les dernières forces françaises, chargées de défendre le territoire au sud de la Loire et de maintenir l’ordre dans un contexte de transition politique.
Cependant, avec la seconde abdication de Napoléon et dans le cadre de la réorganisation des forces françaises sous la monarchie restaurée, Louis XVIII maintient, par l'ordonnance du 16 juillet 1815, le licenciement de la Garde impériale.

## Dissolution
En septembre 1815, les dissolutions des régiments de grenadiers à pied commencèrent:
- Le 1ᵉʳ régiment fut licencié à Bourges le 11 septembre 1815[57].
- Le 2ᵉ régiment à Issoudun le 16 septembre 1815[57].
- Le 3ᵉ régiment, accompagné des éléments du 4ᵉ, fut finalement dissous à Châteauroux[58] le 24 septembre 1815[3], marquant ainsi la fin définitive des grenadiers à pied de la Vieille Garde.

## Historique du régiment
- 1815 : 9 mai, création en tant que 4e régiment de grenadiers à pied de la Garde impériale.
- 1815 : 1 juillet, le régiment est amalgamé au 3e régiment de grenadiers à pied de la Garde impériale.
- 1815 : 24 septembre, dissolution

## Autres unités de la Garde Impériale
Voir la Liste des unités de la Garde impériale (Premier Empire)